# Bedingin (Sambit)
Bedingin is een bestuurslaag in het regentschap Ponorogo van de provincie Oost-Java, Indonesië. Bedingin telt 1804 inwoners (volkstelling 2010).